# كانتون بويرتو كيتو
كانتون بويرتو كيتو (بالإنجليزية: Puerto Quito Canton)‏ هو كانتون في الإكوادور، يتبع مقاطعة بيتشينتشا، بلغ عدد سكانه 20,445  نسمة.